# Блозовский, Михаил
Михаил Блозовский (укр. Михайло Блозовський; 3 августа 1902, Заречье (ныне в составе г. Золочев (Львовская область) Украины) — 2 апреля 1949, с. Погар) — грекокатолический священник, капеллан, деятель украинского националистического «Фронта Национального Единства», член его руководящей коллегии, член ОУН-УПА.
Псевдонимы — «Снобяк», «Священник».

## Биография
Вице-канцлер Митрополичьей консистории (1931-32) и духовник Малой семинарии во Львове.
В 1933 был одним из инициаторов создания политической партии «Фронт национального единства».
В 1941—1943 служил священником в с. Красное близ Золочева. В 1943-1945- в с. Сможе.
В июне 1939 польский Бережанский окружной суд на выездной сессии в Рогатине приговорил его шестимесячному заключению «за украинизацию фамилий».
Разделял националистические идеи и активно поддерживал деятельность ОУН-УПА. После запрета УГКЦ на Львовском соборе 1946 года перешёл в подполье и вступил в ряды УПА как капеллан. Работал в Славском районном проводе ОУН. Собирал сведения о погибших членах этой организации, бойцах и старшинах УПА. Был корректором, а затем и руководителем технического звена типографии им. Лопатинского в Стрые, действовавшей при Главной организации пропаганды и информации ОУН.
Погиб в бою. Похоронен в большой могиле украинских повстанцев в пос. Славское.